# Chiesa di San Luigi Gonzaga (Napoli)
La chiesa di San Luigi Gonzaga è una chiesa monumentale di Napoli; è posta ai margini del centro storico della città, nel quartiere Posillipo, ed è raggiungibile tramite una scalinata rupestre ai cui margini sono presenti pregevoli pezzi marmorei.

## Storia e descrizione
La chiesa fu costruita in onore di san Luigi Gonzaga. Egli visitò la città di Napoli nel 1585, per motivi di salute, poi fece ritorno a Roma per concludere i suoi studi filosofici in collegio. L'edificio è contemporaneo alla non lontana chiesa di Sant'Antonio a Posillipo, ma venne completamente rifatto durante la seconda metà del XVIII secolo.
La facciata richiama in piccolo la rielaborazione architettonica della Basilica della Santissima Annunziata Maggiore, ma priva della convessità spaziale di quest'ultima. La chiesa è formata da un'unica navata, con tre cappelle dalla scarsa profondità per lato. Degni di nota sono: l'antico pavimento in riggiole policrome, gli altari in marmi policromi e i dipinti (perlopiù settecenteschi, fatta eccezione per il cinquecentesco trittico situato alle spalle dell'altare maggiore e per una seicentesca Madonna del Rosario di Giovanni Bernardino Azzolino collocata nella seconda cappella a destra). La struttura religiosa è parte di una ben più grande opera architettonica, composta da un grosso monastero che oggi è sede della Pontificia facoltà teologica dell'Italia meridionale.